# André Teddy Hameline
André „Teddy“ Hameline (* um 1925) war ein französischer Jazzmusiker (Altsaxophon).
Hameline spielte in der Pariser Jazzszene ab Mitte der 1950er-Jahre u. a. bei André Persiany, Bernard Zacharias, Michel de Villers, und in der Modern Jazz Group Tentette and Quartet um Roger Guerin (mit Lucky Thompson). In den beiden folgenden Jahrzehnten arbeitete er in den Bigbands von Martial Solal, Daniel Janin, Jean-Claude Naude, Maxim Saury und Claude Cagnasso. Im Bereich des Jazz war er zwischen 1955 und 1977 an 13 Aufnahmesessions beteiligt. Unter eigenem Namen legte Hameline 1960 bei His Master’s Voice die EP His Sax vor.